# Sheldon Cooper
Sheldon Lee Cooper è uno dei protagonisti della sitcom The Big Bang Theory, interpretato da Jim Parsons. Per la sua interpretazione, Jim Parsons ha ottenuto quattro Emmy Awards e un Golden Globe.
È uno dei tre maggiori protagonisti della serie, assieme a Leonard e Penny.
Il nome del personaggio è un omaggio all'attore, regista e produttore cinematografico Sheldon Leonard, mentre il cognome deriva dal premio Nobel per la fisica Leon Cooper. Un'altra parte del nome potrebbe essere il riferimento al fisico Sheldon Lee Glashow, anch'egli vincitore del premio Nobel e con importanti contributi legati alla meccanica quantistica.
Il personaggio ha raggiunto una notevole popolarità, tanto che gli sono state dedicate, tra le altre cose, il nome di un asteroide, il 246247 Sheldoncooper, quello di una nuova specie di ape, nello specifico battezzata con il nome di Euglossa bazinga, e quello di un genere di meduse Rhizostomeae, Bazinga. Gli è stato poi dedicato un teorema matematico, il teorema di Sheldon, legato ad alcune particolari proprietà del numero 73 da lui elencate in uno degli episodi.
Nella versione italiana è doppiato da Leonardo Graziano.
È invece interpretato dall'attore Iain Armitage nel prequel Young Sheldon che racconta la gioventù del personaggio nel contesto familiare nel Texas. Inoltre, in tale prequel, il personaggio di Sheldon da adulto funge da narratore, fornendo occasionalmente informazioni relative a eventi della sua vita sia precedenti che successivi alla serie originale.

## Biografia del personaggio
Sheldon, soprannominato "Shelly" dalla madre, dalla sorella e dal fratello, è nato a Galveston, in Texas, il 26 febbraio 1980 in un supermercato; poi lui e la sua famiglia si sono trasferiti a Medford. Ha una sorella gemella, Melissa detta "Missy", e un fratello maggiore, George Jr.; entrambi sono estremamente diversi da lui: Missy è attraente e sarcastica e ha bullizzato Sheldon quand'erano bambini, mentre George, carismatico ex giocatore di football al liceo, gestisce una catena di negozi di pneumatici. Con entrambi ha avuto un rapporto teso, per poi riappacificarcisi in età adulta.
È stato un bambino prodigio, come testimoniato dal suo quoziente d'intelligenza (187): era infatti lui a occuparsi della dichiarazione dei redditi in casa sua già dall'età di sei anni. Inoltre ha avuto una rapida carriera scolastica: ha saltato le medie e si è diplomato all'età di 11 anni, approdando alla stessa età alla formazione universitaria presso l'università East Texas Tech; successivamente, all'età di 16 anni, ha ottenuto il suo primo dottorato di ricerca. Sheldon ha sofferto di criptorchidismo fino all'età di 15 anni. All'inizio della serie e per gran parte di essa vive con il coinquilino Leonard nell'appartamento 4A al 2311 North Los Robles Avenue di Pasadena, per poi trasferirsi nell'appartamento di Penny (4B) con la fidanzata Amy Farrah Fowler dalla decima stagione.
Come più volte afferma lui stesso possiede una memoria eidetica e un orecchio assoluto. Inoltre sa parlare il Klingon, come il suo migliore amico Leonard Hofstadter, e cela volontariamente il proprio accento texano.
È stato educato da sua madre Mary, una donna di fede battista estremamente religiosa e, in più occasioni, questo aspetto contrasta con il rigore scientifico di Sheldon; tuttavia la donna sembra essere l'unica persona in grado di comandarlo a bacchetta.
Ha anche una sorella gemella di nome Melissa, detta Missy, che fin dall'infanzia ha attuato su Sheldon veri e propri atti di bullismo; pur essendo gemelli (ovviamente  eterozigoti) tra i due non vi è somiglianza né fisica né caratteriale: Missy infatti è una ragazza molto attraente e spigliata. Ha anche un fratello maggiore, George Jr., con cui non ha mai avuto un buon rapporto, dato che per pagare l'istruzione universitaria di Sheldon la famiglia ha fatto molti sacrifici a discapito del fratello maggiore, ma i due si riconcilieranno in vista delle nozze di Sheldon e Amy. Ha perso il padre, George Sr., all'età di quattordici anni.

## Lavoro
Sheldon è un fisico teorico che lavora al Caltech, come i suoi amici, e il suo lavoro riguarda soprattutto la ricerca sulla teoria delle stringhe. Il suo sogno è quello di vincere un premio Nobel per la fisica grazie ai suoi studi. A causa delle nuove scoperte sul Big Bang, però, inizia a pensare di cambiare campo di studi, ma l'università glielo impedisce visto che i finanziamenti che ha ricevuto riguardano la teoria delle stringhe; questa cosa, unita ai vari grandi cambiamenti che gli si pongono davanti, gli fa maturare la decisione di allontanarsi da Pasadena e prendersi un periodo sabbatico (che durerà 45 giorni). All'inizio dell'ottava stagione, dopo essere tornato a casa, Sheldon riesce a cambiare piano di studi, passando alla ricerca della materia oscura, grazie alla promozione a professore che l'università gli ha offerto. Nell'undicesima stagione, decide di tornare a dedicarsi, ma solo privatamente, alla teoria delle stringhe. Nell'ultima stagione, con la teoria della super-asimmetria, elaborata insieme ad Amy, riesce ad avverare il suo sogno di vincere il Nobel per la fisica.

## Personalità
A causa della sua elevatissima intelligenza, Sheldon ritiene di essere sempre intellettualmente superiore ai suoi interlocutori; tuttavia, è profondamente incapace di stringere relazioni sociali ed ha molta difficoltà a comprendere e accettare i comportamenti delle persone in circostanze informali. Ritiene che l'essere un fisico teorico lo renda qualificato in ogni altra disciplina, scientifica o meno, a dispetto di quanto spesso la prova dei fatti abbia dimostrato il contrario. Per gran parte della serie viene inoltre rappresentato come asessuale, dal momento che considera il coito "un metodo confusionario e antigienico per procreare" e sembra provare repulsione al solo pensiero di intrattenere relazioni sentimentali, ma dopo aver conosciuto e iniziato a frequentare Amy Farrah Fowler imparerà ad aprirsi di più e a trarre soddisfazione anche dai rapporti sessuali.
È una persona estremamente ordinata ed abitudinaria: ogni sua azione fa parte di una routine perfettamente organizzata e schematizzata fin nei minimi dettagli, che Sheldon impone anche alle persone che gli stanno intorno; non tollera assolutamente che altre persone possano interferire nelle sue abitudini e fatica a concepire l'idea che possano esistere dei motivi per modificarle. Questo comportamento è particolarmente evidente quando Sheldon costringe tutti a rispettare il programma delle serate a tema (solitamente dedicate a una particolare attività ludica), anche quando i suoi amici intendono rinunciarvi a causa di proposte più utili o allettanti, fino al fornire a tutti i suoi conoscenti (i tre amici, Penny e l'intera facoltà) le ore esatte delle sue visite al gabinetto, in modo da poter esigere che in tali orari i bagni siano liberi. In generale Sheldon tende a ingigantire i problemi derivanti da qualsiasi variazione della sua routine, anche quando riguardano aspetti apparentemente impercettibili o irrilevanti. Risulta quindi un autentico paradosso vivente, in quanto tenta di vivere la sua vita nel modo più logico e organizzato possibile, quando in realtà proprio l'iper-logicità della sua vita è in sé una cosa illogica. Quando poi, anche solo per cause di forza maggiore, la sua routine subisce minimi cambiamenti, o le cose non vanno come aveva previsto, la sua reazione è spesso l'agire in modo irrazionale ai limiti dell'assurdità, e a farne le spese sono i suoi amici, soprattutto Leonard.

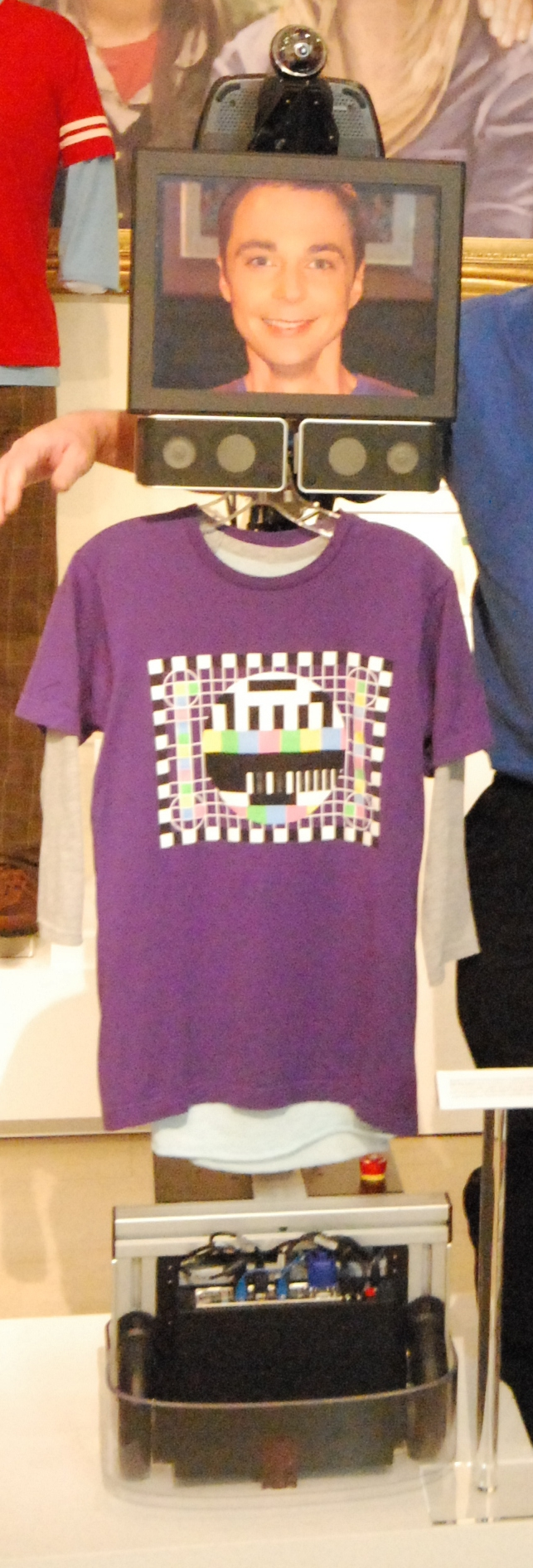
Il robot telecomandato di Sheldon usato nell'episodio L'esaltazione dei vegetali cruciferi.

Ha un posto fisso sul suo divano, scelto in base alla combinazione perfetta di luce, temperatura e angolazione ideale per guardare la TV e contemporaneamente partecipare ad una conversazione senza sembrare troppo defilato: una gag ricorrente consiste nel disappunto di Sheldon quando si accorge che qualcuno si è seduto al suo posto.
Non è incline ad assecondare le richieste altrui, a meno che non coincidano con i suoi interessi personali, che Sheldon pone al di sopra di tutto; proprio per questo motivo i suoi amici trovano più semplice assecondare i suoi comportamenti più bizzarri anziché tentare di contrastarlo. A questo proposito ha fatto firmare a Leonard (e a tutti quelli venuti prima di lui) un "contratto tra coinquilini", con cui ne limita pesantemente la libertà di azione e ne stabilisce a priori i comportamenti. In più occasioni viene fatto riferimento alla clausola che proibisce a Leonard di modificare la temperatura del termostato (variazione che Sheldon percepisce immediatamente), mentre in generale tale contratto viene nominato ogni qualvolta voglia proibire a Leonard un'attività ritenuta disturbante, come l'ospitare altre persone in casa oppure suonare uno strumento musicale a percussione o a fiato. Nella quinta stagione fa firmare un "contratto per fidanzati" ad Amy che, come il precedente, è unilaterale, in quanto tiene conto esclusivamente delle esigenze di Sheldon.
Sheldon è capace di provare rancore in eterno, e per questo ha ben sessantadue "nemici mortali", tra cui Leslie Winkle, Joel Schumacher e Wil Wheaton (con cui poi fa pace, diventandone amico), sostituito nella lista da Brent Spiner dopo che costui rovina un regalo fattogli da Wil.
Spesso manifesta comportamenti infantili e molte volte ha dato prova di non sapere badare a se stesso; sovente scomoda gli amici per compiere azioni estremamente semplici, che però lo terrorizzano o che non è in grado di compiere. Ad esempio, non essendo mai stato in grado di prendere la patente, è totalmente dipendente dagli altri per quanto riguarda gli spostamenti in auto; pertanto molto spesso Sheldon obbliga uno dei suoi amici a dargli un passaggio in auto ogni volta che ha bisogno di recarsi al lavoro, in fumetteria o in un qualunque altro luogo egli desideri. Nella decima stagione rivela ad Amy di avere preso la patente da due anni, ma di non averlo detto a nessuno perché farsi accompagnare in macchina lo fa sentire importante.
Non è in grado di comprendere il sarcasmo e l'umorismo così come gran parte delle convenzioni sociali (ad esempio lo scambio di doni, le frasi di circostanza dette durante una conversazione o il contatto fisico). In diverse occasioni Sheldon sembra rispettare tali convenzioni, ad esempio quando offre una bevanda calda per risollevare il morale di una persona, ma si tratta di un'azione meccanica, frutto dell'educazione materna e che, se compiuta, non tiene affatto conto se coloro per cui lo fa lo desiderino o ne abbiano sinceramente bisogno. È inoltre molto pignolo e non esita a correggere qualsiasi errore che riscontra nelle interazioni e nell'agire altrui; in generale Sheldon dice tutto quello che gli passa per la testa, senza preoccuparsi del fatto che le sue parole possano risultare sconvenienti, offensive o poco educate. In realtà non lo fa per offendere le persone, ma perché non è in grado di concepire l'idea che la totale sincerità possa essere dannosa verso il prossimo. Infatti, quando viene costretto a mentire o a mantenere un segreto, viene colto da visibili tic oppure arriva a smascherarsi da solo dopo pochi secondi. Gli stessi tic si manifestano quando viene interrotto mentre sta pronunciando una frase o quando non conosce la risposta a qualche domanda.
Ha una lunga serie di fobie, ne sono state contate almeno 20, in particolare quelle per germi (misofobia) e malattie, al punto di rifiutare e temere il contatto fisico con altre persone, oppure quella verso gli uccelli (superata parzialmente nell'episodio La diffusione dell'ornitofobia della quinta stagione) e verso i cani (che ha tentato di superare senza successo).

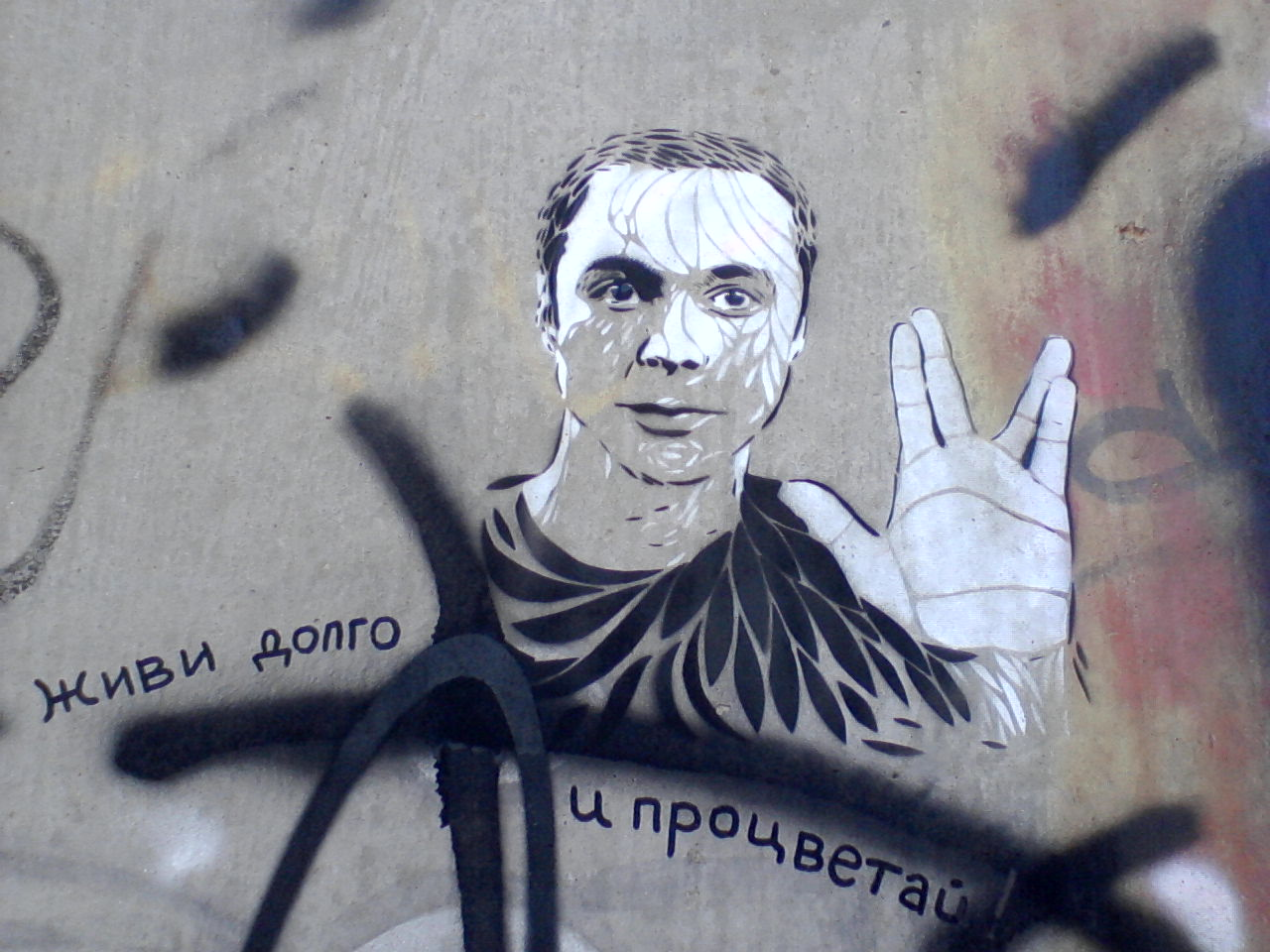
Il saluto vulcaniano di Sheldon su uno stencil.

Tra le sue passioni vi è la fantascienza; tuttavia più volte ribadisce il suo disgusto verso la serie televisiva Babylon 5 e alcuni film tratti dalla saga di Star Trek. È un grande collezionista di fumetti (il primo fumetto che lesse in vita sua fu uno degli X-Men) e action figure e i suoi supereroi preferiti sono Batman, Lanterna Verde e Flash.
Considerava Stephen Hawking l'unico essere umano che potesse capirlo e, pur di incontrarlo, subì tutte le umiliazioni a cui lo costrinse Howard (a cui era stata affidata la manutenzione della sua sedia a rotelle mentre teneva delle lezioni all'università dove lavorano). Alla fine, dopo il loro primo ed unico incontro faccia a faccia, i due diventarono buoni amici e si sentirono spesso via sms o via Skype. Inoltre, prima di morire, Hawking mandò a Sheldon ed Amy un regalo di nozze.
Sheldon adora il personaggio di Spock e nutre grandissima ammirazione per il suo interprete, Leonard Nimoy; tuttavia Sheldon non ha potuto incontrare l'attore, in quanto gli era impedito da un ordine restrittivo che tiene incorniciato insieme a quello di altri suoi idoli, come Carl Sagan, Bill Nye e Stan Lee. In compenso Sheldon possiede il DNA di Nimoy, in quanto Penny gli ha regalato un tovagliolo autografato su cui l'attore si era pulito la bocca, gesto per il quale la ragazza ha ricevuto da Sheldon uno dei suoi rarissimi abbracci.
Sheldon è appassionato di treni e dei loro modellini, perché gli danno un senso di pace, e ne conosce ogni loro caratteristica. Tale peculiarità del personaggio potrebbe essere stata ispirata al matematico William James Sidis, considerato un bambino prodigio nel XX sec.. Quest'ultimo, appassionato difatti di treni, scrisse a 28 anni con lo pseudonimo di Frank Folupa un saggio di 300 pagine sulla collezione e la classificazione dei biglietti del tram denominato "Notes on the Collection of Transfers". 
Nel primo episodio dello spin-off dedicato alla sua infanzia Sheldon rivela che ciò che ama dei treni è che sono la perfetta rappresentazione della prima legge della dinamica di Newton proprio per via del loro moto ordinario e ripetitivo, e sempre nello stesso episodio rivela che se non avesse fatto il fisico teorico avrebbe lavorato sui treni come controllore; gli piacciono anche i modellini di razzi spaziali. Adora i gatti prova passione per altri tipi di animali, come le scimmie e i koala. Un'altra delle passioni dello scienziato è la vessillologia, cioè lo studio delle bandiere, tanto che ha messo in piedi un suo programma podcast, Divertiamoci con le bandiere, spesso girato con l'aiuto di Amy. 
Pur non provando interesse per attività popolari, come lo sport o il ballo, si dimostra capace di comprenderle sia a livello pratico che teorico. Ad esempio conosce bene gli schemi e le regole del football, in virtù del tempo passato con suo padre a guardarlo durante l'infanzia in Texas, dove questa disciplina sportiva è venerata. Inoltre, per sua stessa ammissione, sa ballare molto bene il valzer, la rumba e il cha cha cha, dato che nel periodo della pre-adolescenza ha avuto un'istruzione cotillion. Sa anche recitare e cantare e ha quasi preso parte ad una recita scolastica al liceo, abbandonata a causa della paura del palcoscenico.
Sheldon è astemio: non beve nessun tipo di alcolico e le poche volte che ne assume si ubriaca istantaneamente anche con una quantità minima.
Sheldon è un accumulatore seriale in quanto conserva tutti gli oggetti da lui posseduti, e non più funzionanti, in un magazzino segreto. Al contrario di tutte le altre sue stranezze questa è l'unica per la quale provi realmente vergogna. Infatti non ha mai condiviso questo aspetto con nessuno, tranne che con Amy.
Ha un personalissimo modo di bussare: dopo avere dato tre veloci colpetti pronuncia il nome della persona che dovrebbe essere dall'altra parte della porta, il tutto ripetuto per tre volte: tutto ciò è dovuto al trauma subìto all'età di 13 anni quando, durante la pausa estiva mentre frequentava l'università, scoprì il padre a letto con quella che credeva fosse un'altra donna ma che in realtà era la madre con una parrucca bionda acquistata in Germania.
Come gli altri personaggi del telefilm indossa sempre lo stesso genere di indumenti. Nel suo caso si tratta di una maglietta o polo a maniche lunghe, sulla quale viene indossata una maglietta a maniche corte, la quale riporta immagini o disegni riconducibili al mondo dei nerd: fumetti, videogiochi, serie TV o argomenti scientifici.

## Legami personali

### Famiglia
Sheldon ha un rapporto molto controverso con la madre, della quale contesta rispettosamente, bonariamente e fermamente la mentalità molto religiosa, alla quale è molto affezionato. Lei lo tratta ancora come se fosse un bambino piccolo, soprattutto quando sta male, curandolo come si farebbe con un infante in vari modi, tra cui cantandogli la canzoncina Soffice Kitty (che Sheldon fa cantare a Penny o ad Amy in assenza della madre). Sempre a causa delle sue manie abitudinarie, pretende che questa canzone gli sia cantata da chiunque lo curi. Ama e onora molto anche la sua nonnina Costance (detta Meemaw nella versione originale), che afferma essere l'unica ad avere il diritto di chiamarlo moon-pie (adattato in italiano come bombolotto di crema o cuor di panna).
Sheldon era molto legato a suo padre, George Cooper Sr., il quale è morto quando aveva quattordici anni, per problemi cardiaci dovuti ad alcolismo e obesità. I due guardavano sempre il football insieme e Sheldon lo ha sempre considerato un punto di riferimento nella sua vita, ammirandolo e facendo tesoro dei suoi consigli, anche se in realtà spesso discutibili. Era molto legato anche a suo nonno, l'unico suo parente che lo incoraggiasse negli studi della scienza; a detta di sua nonna lui era proprio come Sheldon, ovvero egocentrico e con un carattere difficile. Quando aveva cinque anni chiese a Babbo Natale, in un centro commerciale, di riportarlo in vita, ma invece ricevette dei Lego e da allora iniziò ad odiare il Natale.

### Amici
Sheldon non ama molto i legami personali, anche se ha più volte definito Leonard il suo migliore amico. Anche Raj e Howard sono suoi amici; il rapporto con quest'ultimo è un po' complicato soprattutto perché Sheldon si diverte sempre a rammentargli che non possiede un dottorato e considerando la sua laurea in ingegneria praticamente inutile (così come tutte le altre che non siano la fisica teorica) a dispetto del numero di volte in cui i progetti scientifici compiuti dai quattro siano poi falliti poiché Howard non ha potuto parteciparvi. D'altra parte, i suoi amici talvolta non esitano a escluderlo o a coalizzarsi contro di lui se, con le sue manie, Sheldon gli rende la vita troppo difficile, così come, a volte, utilizzano le sue stesse idiosincrasie per prendersi gioco di lui. Comunque, il rapporto con Leonard, seppur certamente non paritario data la gran quantità di regole cui questi deve sottostare, cela comunque un fanciullesco attaccamento del fisico teorico nei confronti del fisico sperimentale. Sheldon, infatti, considera inammissibile il vivere separato dall'amico, che ha dovuto attendere molto tempo prima di avere il permesso di mettere fine alla loro convivenza e andare a vivere con Penny, perché Sheldon prova per lui un affetto che alla fine prevarica la propria ostentata razionalità, anche se ovviamente gli risulta molto difficile esprimerlo normalmente. Paradigmatico è quando Leonard si sottopone ad un intervento di rinoplastica correttiva: l'intervento è semplicissimo e né lui né Penny sono preoccupati della cosa, mentre Sheldon, invece, è talmente terrorizzato dalla possibilità che insorgano complicanze potenzialmente fatali da venire a sua volta in ospedale e lasciarsi sfuggire, preso dal nervosismo, di dare per scontato che lui e l'amico resteranno insieme per sempre. Inizialmente ha fatto fatica anche ad accettare Penny, in parte per via del fatto che non aveva niente a che vedere con il suo mondo e in parte perché a volte la ragazza si dimostra una dei pochi a riuscire a tenergli testa caratterialmente, ma alla fine i due diventano amici e il legame che li unirà diventerà sempre più forte, infatti si affezioneranno moltissimo l'uno a all'altra, fino ad avere un rapporto fratello-sorella. In un'occasione ha affermato che Leonard, Raj e Penny sono i suoi tre migliori amici, mentre Howard è un "piacevole conoscente". Da piccolo, il suo primo amico fu un bambino vietnamita di nome Tam, che però fu messo da Sheldon nella sua lista dei nemici quando gli preferì una ragazza al trasferirsi con lui in California.
Prova ammirazione per Beverly Hofstadter, la madre di Leonard, neuroscienziata molto più simile a lui di quanto non sia sua madre, arrivando ad affermare di invidiare l'infanzia dell'amico. Questa ammirazione è ricambiata al punto che spesso Beverly si confida con lui e, addirittura, lo informa di fatti inerenti alla propria vita, prima di farlo col figlio.

### Amy Farrah Fowler

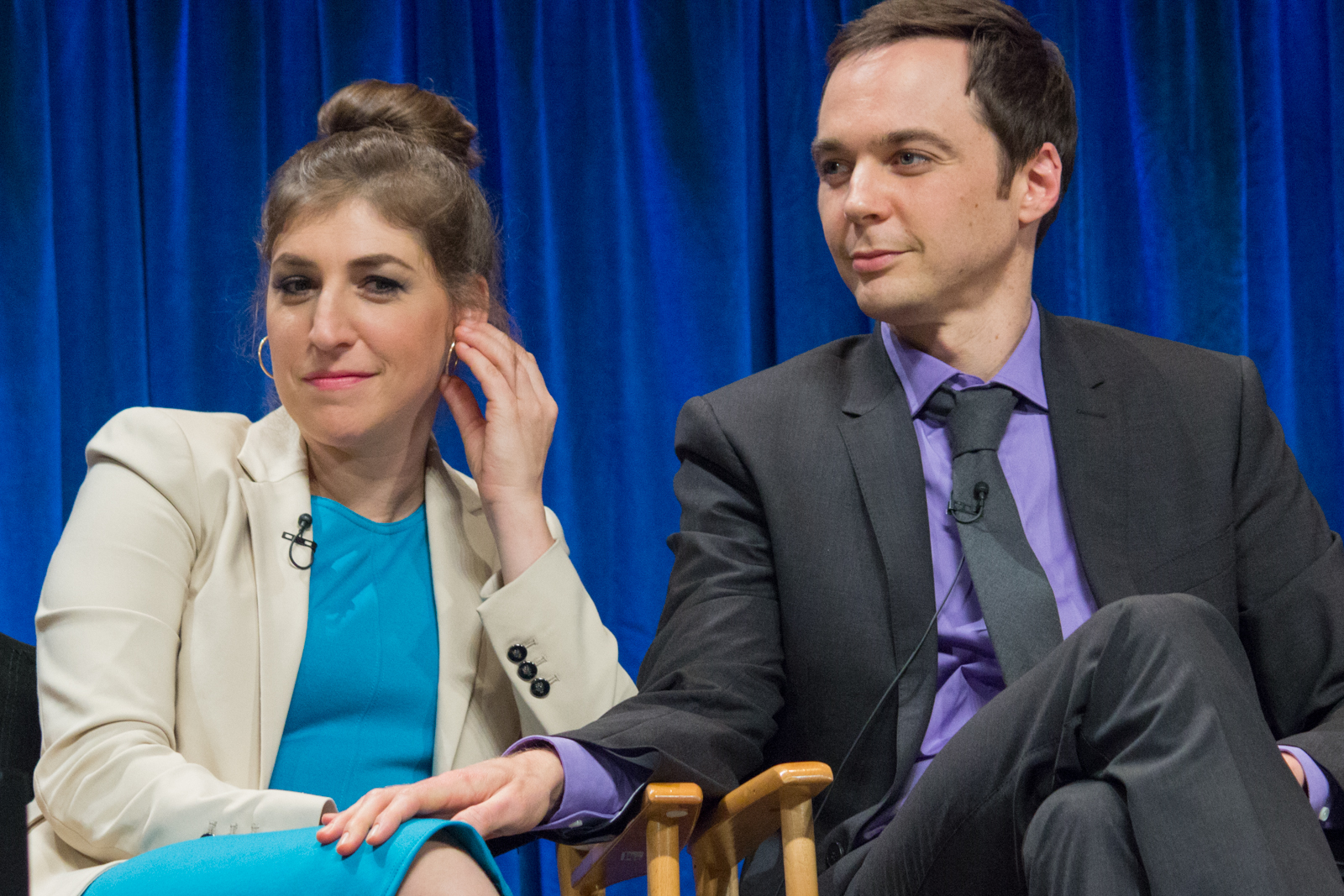
Mayim Bialik, interprete di Amy Farrah Fowler, e Jim Parsons nel 2013.

In seguito riesce a stringere un forte legame con Amy Farrah Fowler, una ragazza trovatagli da Howard e Raj in un sito di incontri in cui hanno inserito tutte le caratteristiche di Sheldon nell'ultimo episodio della terza stagione. Amy può essere definita come la versione femminile di Sheldon: nella quarta stagione il rapporto tra loro due è facilitato dalle personalità e dalle abitudini molto concordanti, prima fra tutte il rifiuto del contatto fisico e la visione prettamente razionale riguardo a ogni cosa; nella quinta stagione, soprattutto grazie all'influenza di Penny, Amy cambierà atteggiamento, cominciando a cercare di rendere più intimo il loro rapporto, mentre Sheldon continua a rigettare qualsiasi contatto fisico tranne il tenersi la mano (conquistato da Amy duramente) o qualche altro sporadico tipo di contatto fino a che il fisico teorico le chiederà di diventare la sua fidanzata, senza però fare mancare un contratto di fidanzamento con clausole molto rigide, simile a quello già proposto a Leonard. Il rapporto però col tempo evolve sia dal punto di vista emozionale (Sheldon dimostra di tenere molto ad Amy) sia dal punto di vista fisico, tanto che Sheldon arriva a baciare sulle labbra Amy e le confesserà persino il suo amore. All'inizio della nona stagione Amy lascerà Sheldon a causa del suo egoismo e la sua immaturità nei confronti della loro relazione, ma verso metà stagione Sheldon, grazie alla canzone Darlin' dei Beach Boys, si renderà conto di essere cambiato in meglio grazie ad Amy e riuscirà a riconquistarla con dolci parole d'amore e un lungo bacio appassionato. Inoltre, il giorno dell'uscita del nuovo film di Star Wars al cinema, Sheldon sceglierà di rinunciare all'evento per festeggiare il compleanno di Amy e regalarle la loro prima notte di sesso tanto attesa. Nella decima stagione andrà a vivere con lei nell'appartamento di Penny. Inoltre, alla fine della stagione, dopo essere stato baciato da una collega innamorata di lui, Sheldon chiede ad Amy di sposarlo. L'undicesima stagione inizia con una risposta positiva da parte di Amy e si conclude con il matrimonio della coppia, celebrato, grazie a Howard, da Mark Hamill. I due passeranno la luna di miele a Legoland e a New York. Nella dodicesima stagione i due vengono candidati alla vittoria per il Premio Nobel per la Fisica, ma all'inizio c'è il rischio di non riuscire a vincerlo entrambi, essendoci altri due scienziati ad aver lavorato alla loro teoria quindi, non potendo esserci più di tre vincitori, c'è il rischio che Amy sia lasciata fuori dalla premiazione. Fortunatamente i due, alla fine, riescono ad essere nominati entrambi e vincono l'agognato premio. Nella serie prequel, Young Sheldon, lo scienziato, raccontando la propria infanzia, rivela che lui e la moglie, dopo aver vinto il premio Nobel, hanno avuto due figli, un maschio di nome Leonard (come l'attore Leonard Nimoy, ma soprattutto come il loro omonimo amico) e una femmina.